# François Ykens
François Ykens ou Frans Ykens est un peintre flamand, né en 1601 à Anvers et mort après 1693 à Bruxelles.  

## Biographie
Il fut formé par Osias Beert qui épousa sa sœur Marguerite Ykens.
Le Musée des beaux-arts de Caen possède l'une de ses toiles, une Vierge à l'enfant.

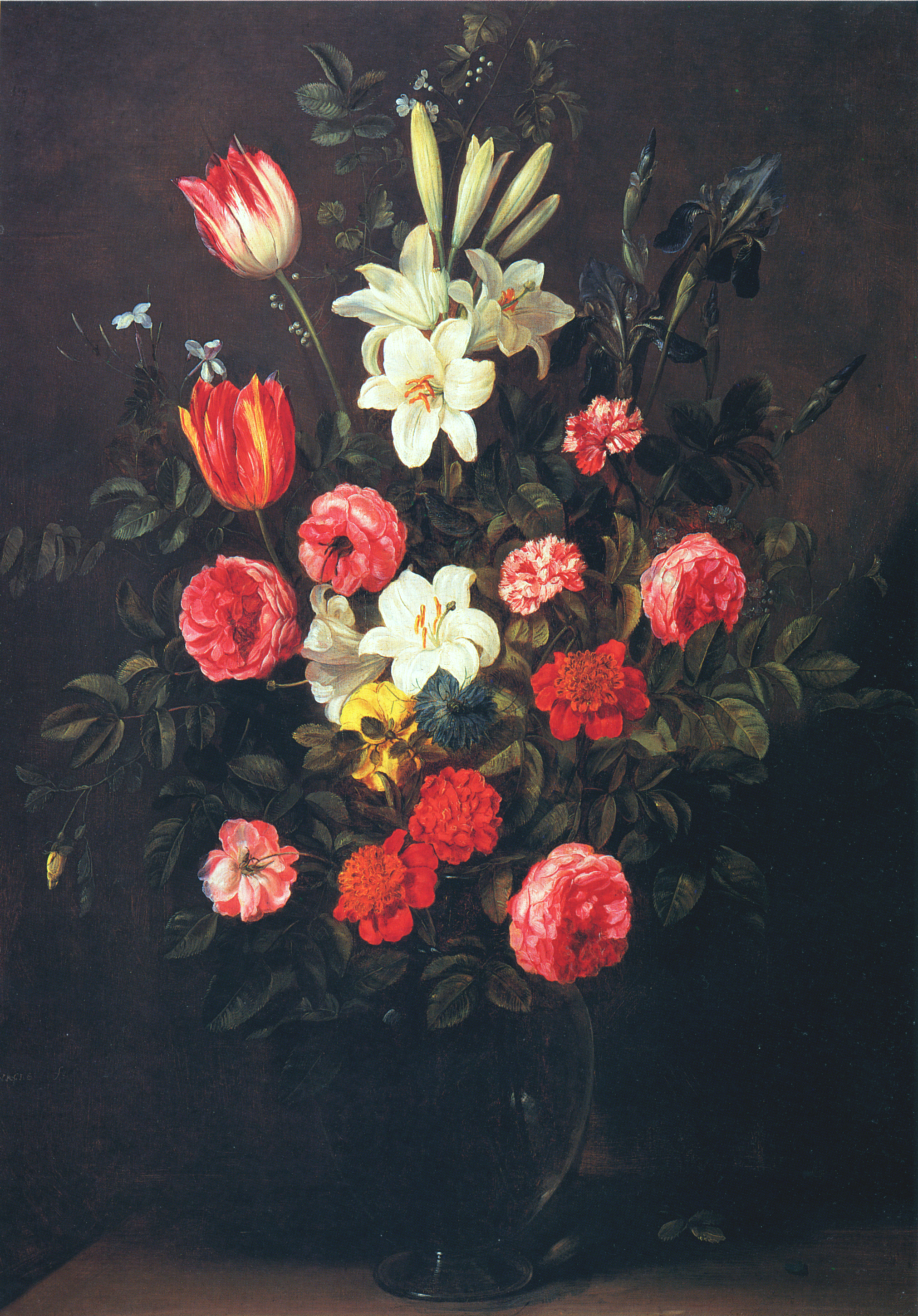
Bouquet de fleurs dans un vase en verre.